# Henriksbergs industriområde

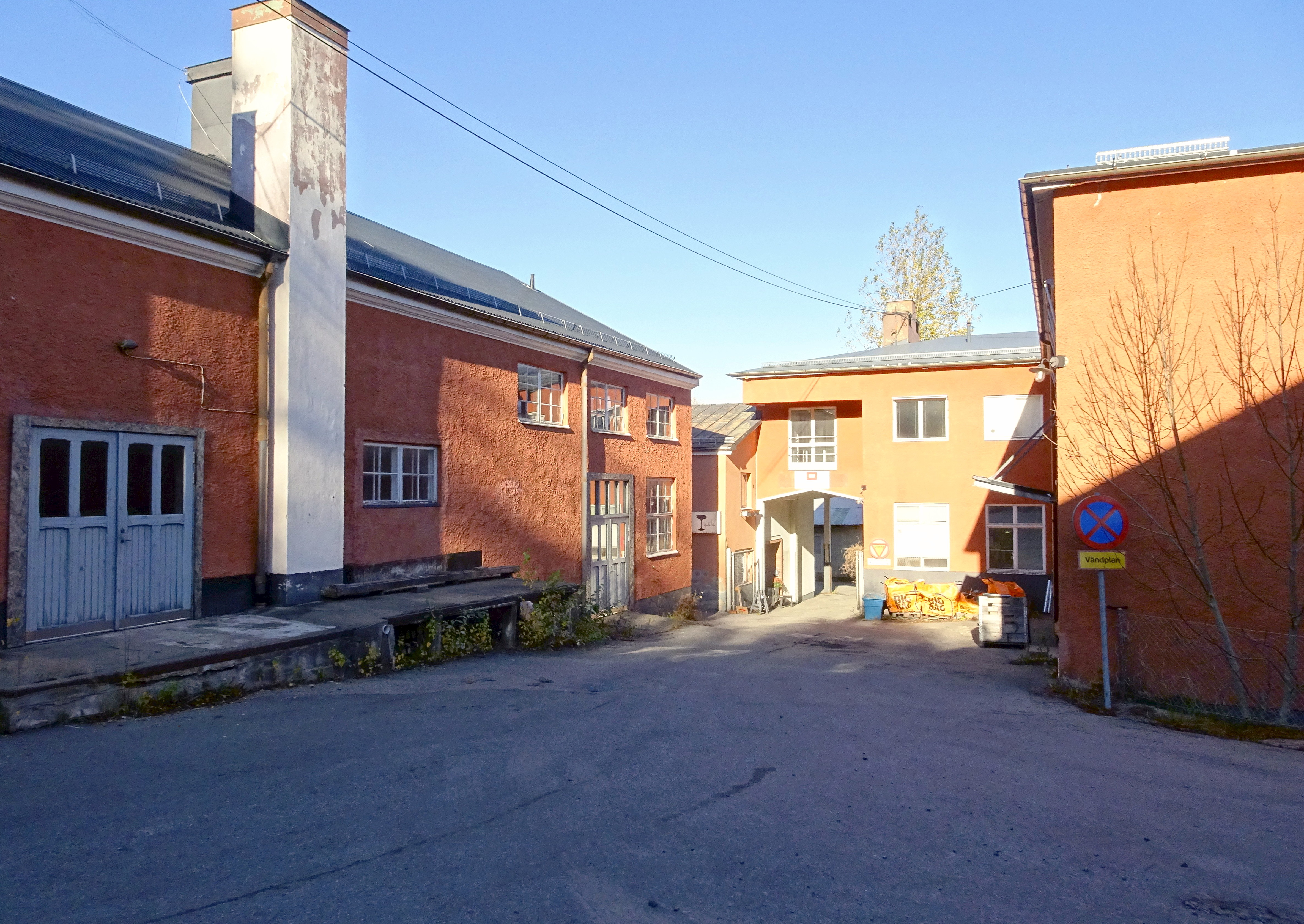
Henriksbergs industriområde, 2018.

Henriksberg är ett mindre industriområde vid Hägerstenshamnen i stadsdelen Hägersten i södra Stockholms kommun. På den begränsade tomten började 1905 viss industriverksamhet som fortsatte in i våra dagar med ett flertal olika företag genom tiden. Stadsmuseet i Stockholm har inventerat och klassificerat området år 2004. Två byggnader vars fasader är gestaltade av arkitekt Cyrillus Johansson är grönmarkerade och bedömdes ”vara särskilt värdefulla från historisk, kulturhistorisk, miljömässig eller konstnärlig synpunkt”. För närvarande (2018) utarbetar kommunen en detaljplan som skall medge ny bebyggelse med 250 till 300 bostäder.

## Historik

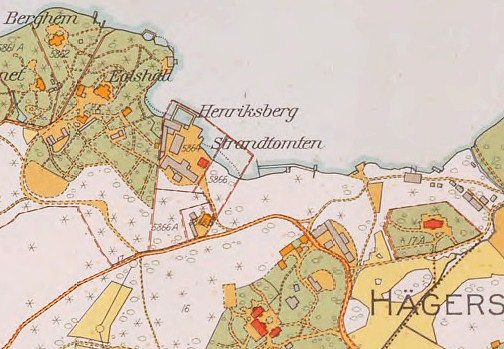
Karta över Henriksberg med hamnbassäng och Strandtomten, 1920-tal.

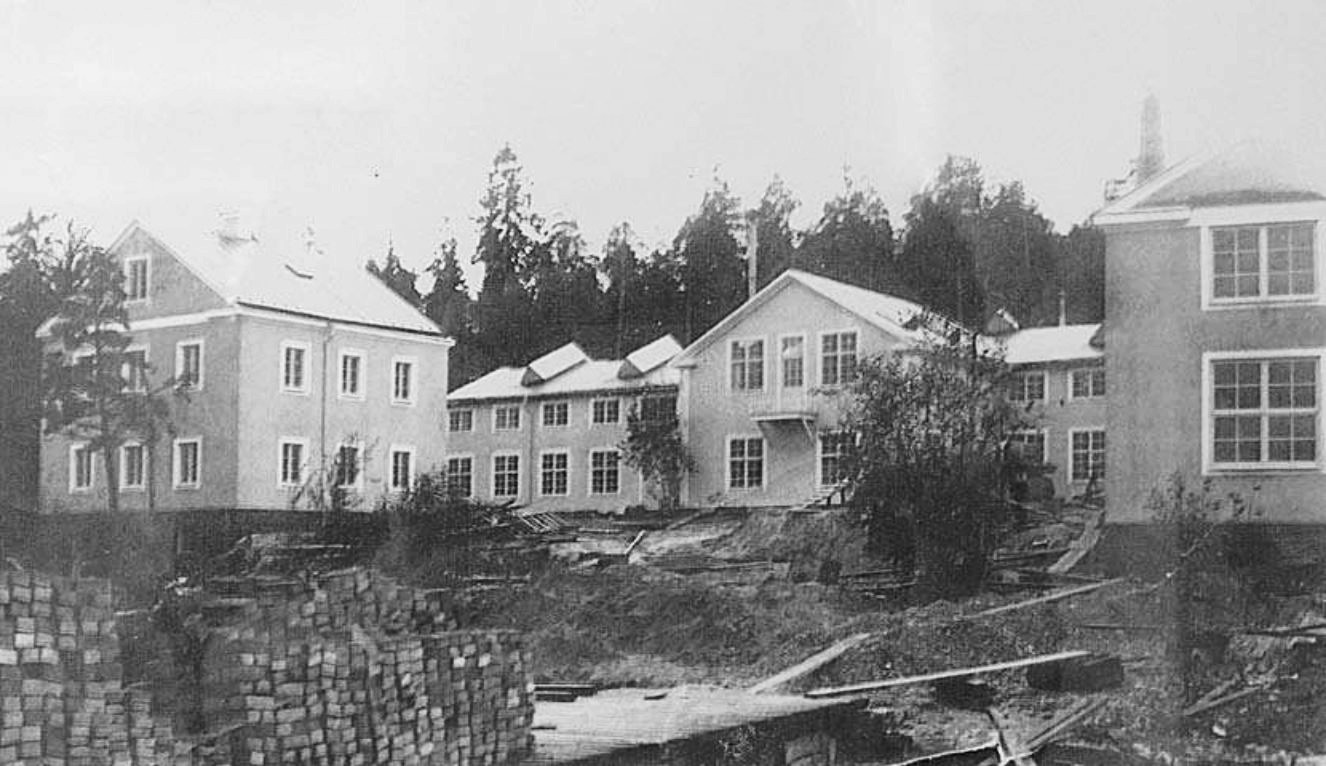
Henrikssons sprutfabrik omkring 1920.

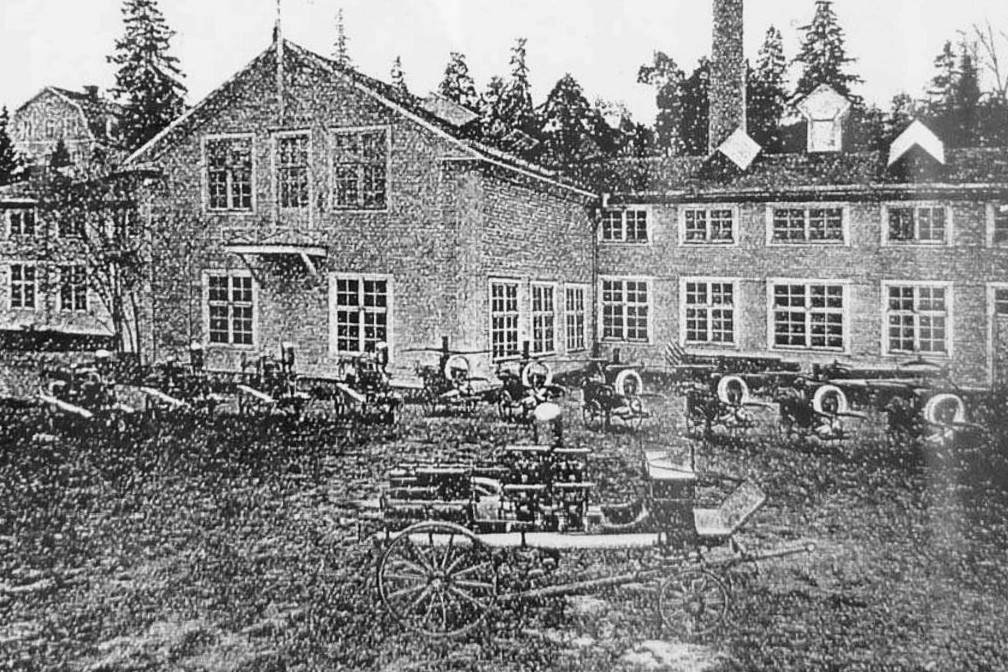
Brandsprutor uppställa på gården, 1925.

Marken hörde ursprungligen till Hägerstens gård och avstyckades därifrån 1905 när gården och området ägdes av Olsson & Rosenlunds AB. Första ägare till den så kallade Strandtomten var Stockholms Träfärgningsaktiebolag, bildat 1904. Företaget förädlade och sålde trävaror. Två byggnader, ett ångpannehus av sten med ovanförliggande bostad i trä, existerar fortfarande från denna tid (kraftigt ombyggd). Till verksamheten hörde en mindre hamnanläggning med brygga samt en kringbyggd hamnbassäng med en stensatt pir (idag försvunnen genom utfyllningar). 
År 1915 tillträdde nästa fastighetsägare när Aktiebolaget S Henrikssons Sprutfabrik och Mekaniska verkstad övertog tomten och byggnaderna. Bakom fabriken stod fabrikören Henrik Henriksson som även uppkallade området ”Henriksberg” efter sitt eget namn. Henrikssons firma började 1909 med tillverkningen av Sveriges första motorbrandspruta, dragen av hästar. Under hans tid tillkom ytterligare två byggnader, en verkstad och en kombinerad kontors- och bostadsbyggnad med rödputsade fasader, vars exteriörer ritades av den renommerade arkitekten Cyrillus Johansson. På Henriksberg tillverkades brandsprutor av olika slag och senare även marinmotorer. Vid vattnet anlades slip och skjul för uppläggning av motorbåtar. 
Henrikssons verksamhet lades ner i slutet av 1930-talet och fabriksområdet förvärvades av direktör Oscar Walfrid Ulfward som började en försäljning av trämöbler, kallade ”Mexpo”. I början av 1950-talet flyttade Nordiska Instrumentfabriken till Henriksberg. Man tillverkade finmekaniska instrument och var bland annat representant för tyska Carl Zeiss i Sverige. En stor kund var Svenska försvaret. Under Nordiska Instrumentfabrikens tid skedde en tredje utbyggnadsfas på Henriksberg bland annat med en byggnad ritad av Olle Zetterberg. 
Idag finns en samling av ett femtontal större och mindre hus och lika många företag i området. Flera av dem är verksamma i byggbranschen, bland annat Byggnadsfirman Viktor Hanson. Byggnadsbeståndets kvalitet varierar kraftigt från välbevarat stenhus till fallfärdigt plåtskjul.
I norra delen av tomten och utanför har marken efter hand blivit utfylld. Här passerar ett allmänt promenadstråk som är en del av en längre strandpromenad längs Mälaren mellan Liljeholmen och Vårberg. Väster om Henriksdal ligger Eolshäll med en 4H-gård. Enligt ett tjänsteutlåtande från Stockholms stadsbyggnadskontor utgör Henriksberg "en viktig årsring i Hägersten som vittnar om att småskaliga industrier flyttade ut från staden och etablerade sig vid Mälarstranden".

## Nutida bilder

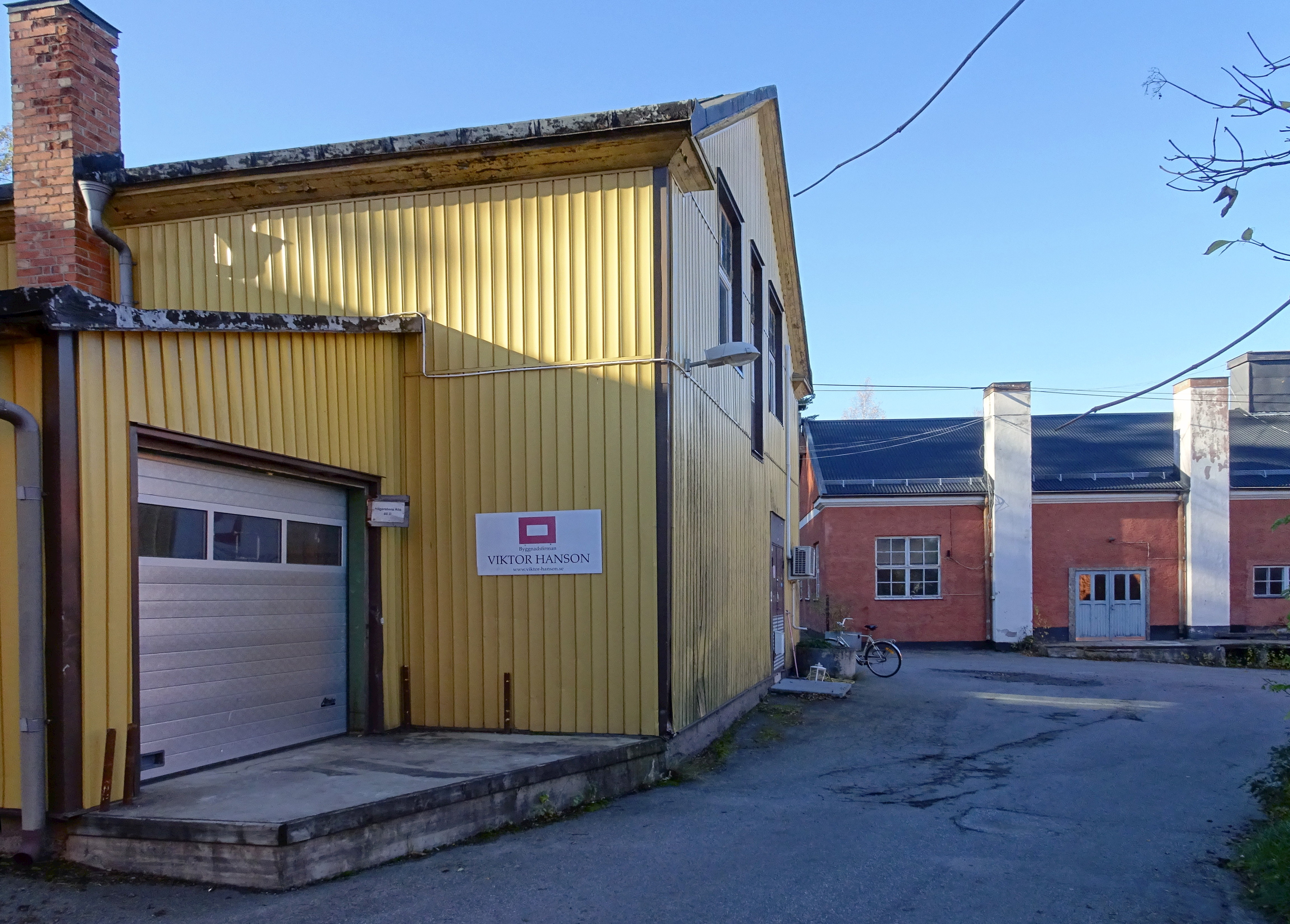
Ursprungsbyggnaden från 1905 (t.v.), klädes i gul plåt 1980.
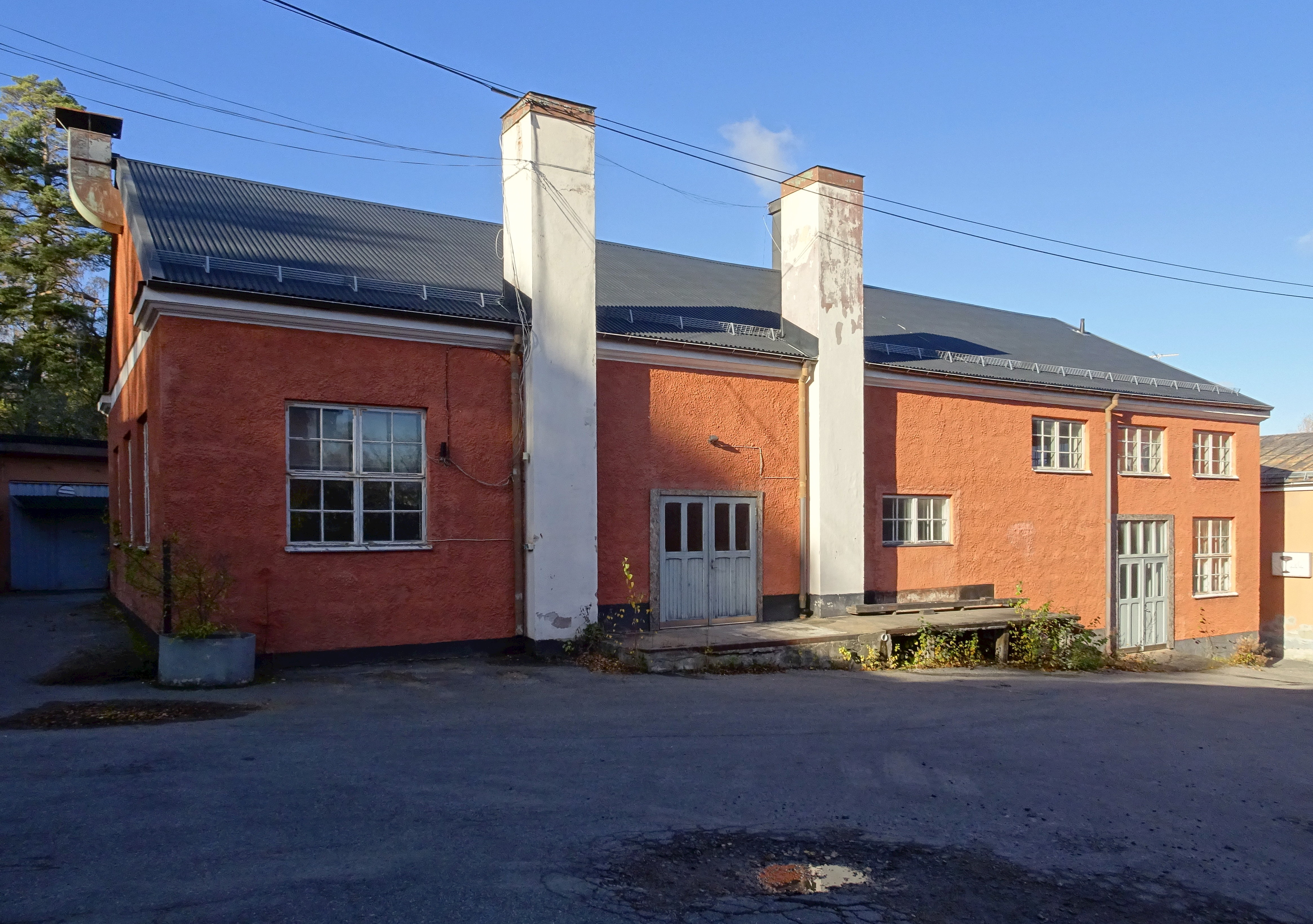
Verkstad från 1915, arkitekt Cyrillus Johansson (fasader).
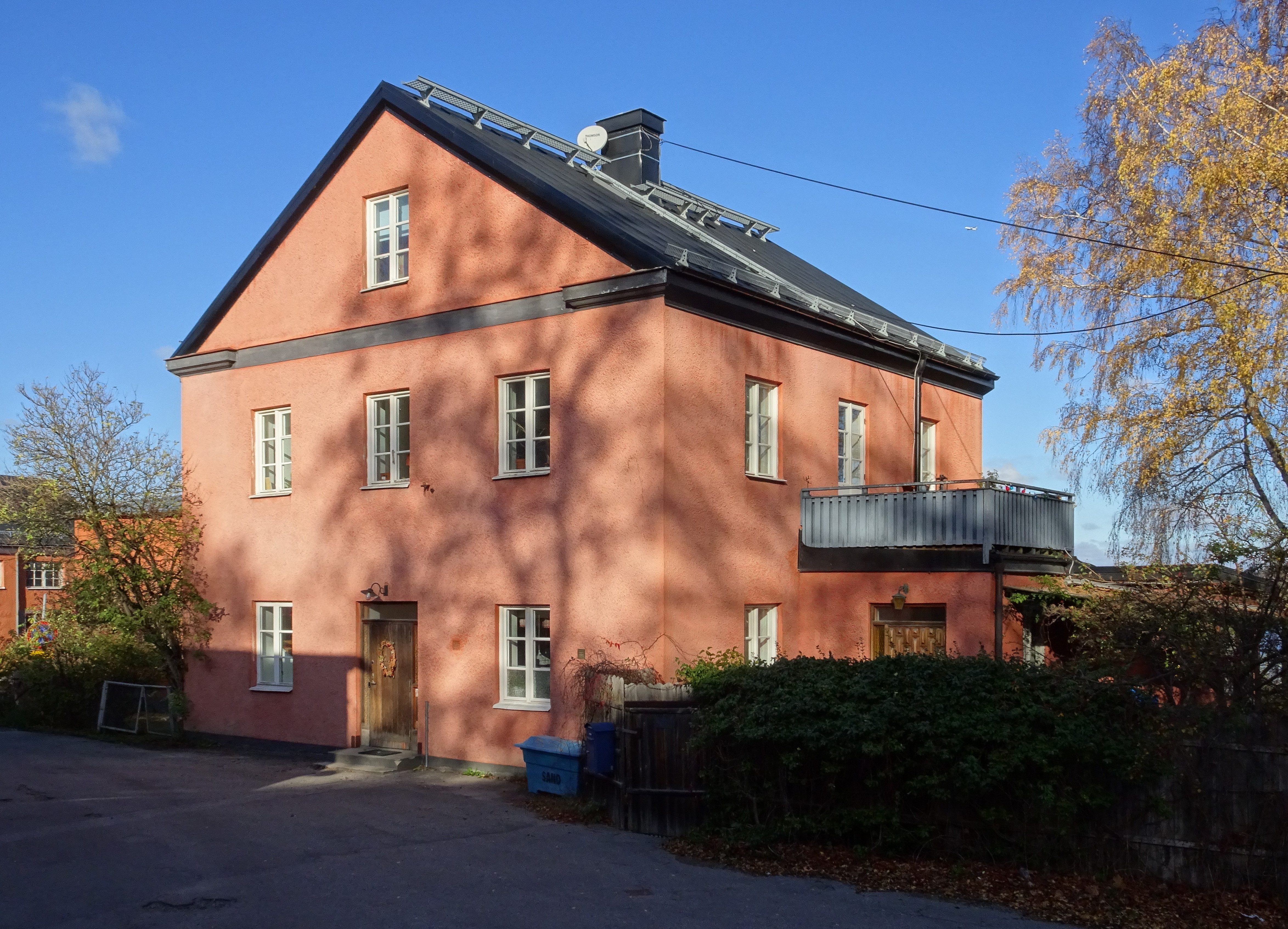
Bostadshus från 1915, arkitekt Cyrillus Johansson (fasader).
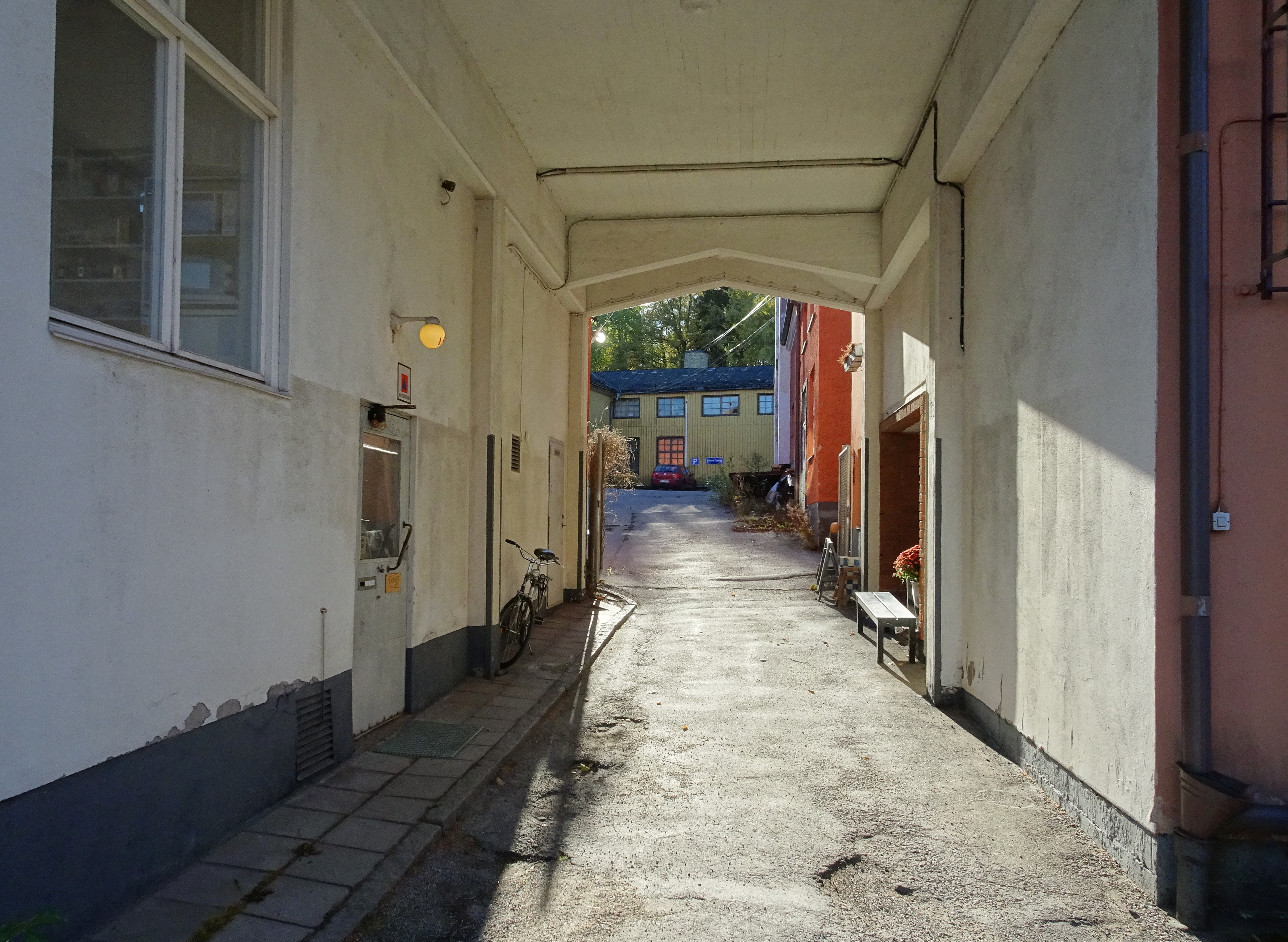
Pannrums- och kontorsbyggnad från 1938, Gotte Lundqvist C:son Arkitektkontor.
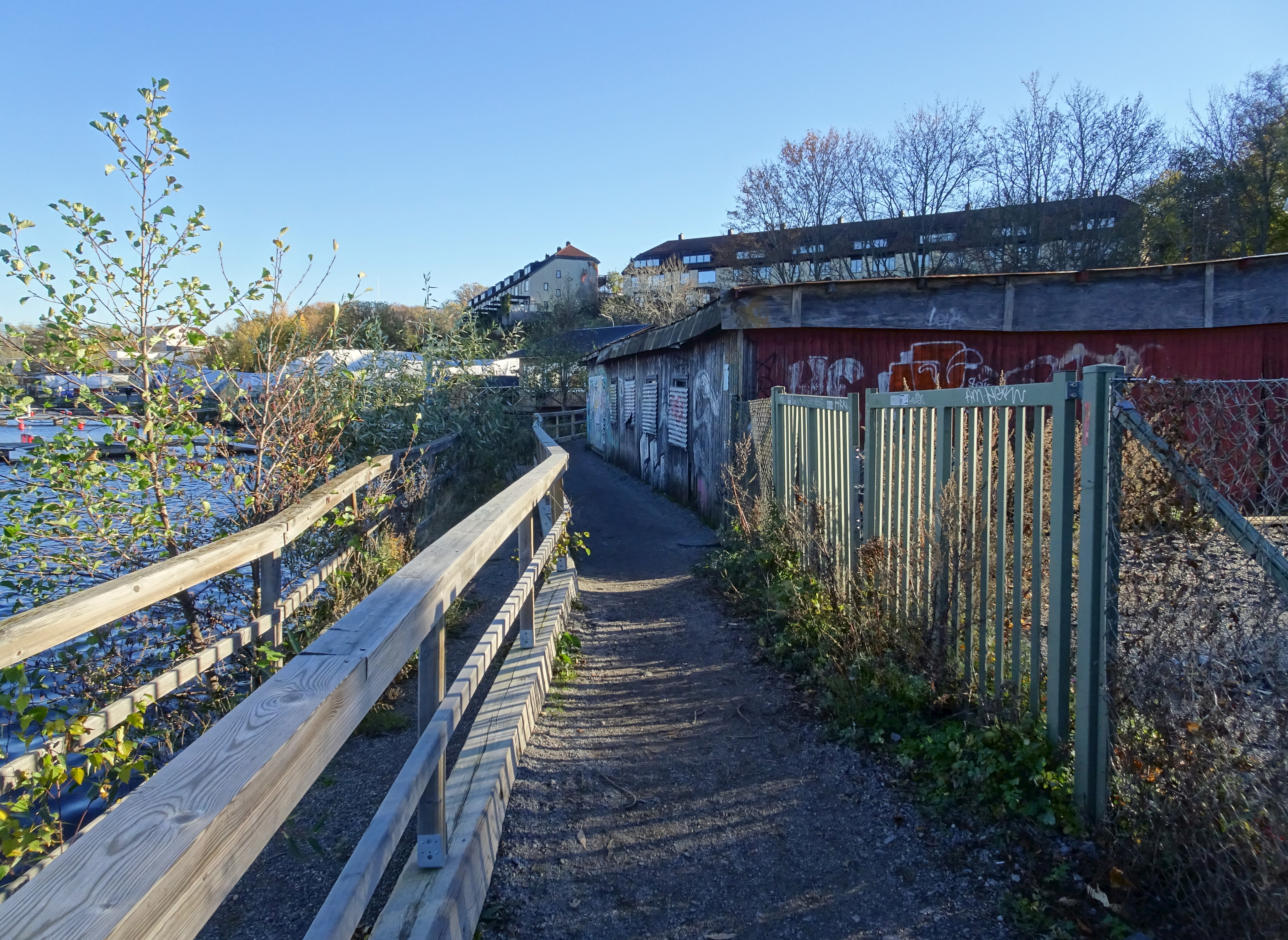
Strandpromenaden, vy mot öster, 2018.

## Planerad bostadsbebyggelse
År 2011 bedömde Stockholms stadsbyggnadskontor att området är intressant att pröva för en utveckling med en blandning av bostäder, verksamheter och rekreation. Huvuddelen av Henriksberg ägs av två privata företag: Trust Real Estate AB och Stiftelsen Nejip-Henriksberg. Meningen är att låta de båda kulturhistoriskt mest intressanta byggnader ligga kvar mitt i området och bebygga resten med flerbostadshus och några högre terrasshus som trappar ner mot vattnet. Samtidigt skall strandpromenaden upprustas och angränsande Eolshäll.